# Vlora Bajraktaraj
Vlora Bajraktaraj, född 14 februari 1987, är en svensk före detta fotbollsspelare som spelade som mittfältare för Kristianstads DFF i Damallsvenskan 2008.

## Karriär
År 2008 flyttade hon till Cypern och spelade för klubben Salamis i två säsonger. 2010 skrev hon ett korttidskontrakt med Apollon Limassol.
Inför säsongen 2011 skrev hon kontrakt med Vittsjö GIK i Söderettan. Kontraktet med Vittsjö förlängdes senare till 2012.
I februari 2015 gick hon till Stattena IF.